# 部分リーマン多様体の接続と曲率
- 数学 > 幾何学 > 多様体論 > 微分幾何学 > リーマン多様体、接続、曲率 > 部分リーマン多様体の接続と曲率

本項、部分リーマン多様体の接続と曲率では、古典的なガウスの曲面論を高次元のリーマン多様体の場合に拡張した成果を述べる。具体的にはリーマン多様体{\displaystyle {\bar {M}}}の部分多様体Mに対し、
- {\displaystyle {\bar {M}}}、Mのレヴィ・チヴィタ接続やリーマン曲率の関係性
- 第二基本形式、第三基本形式（英語版）
- 主曲率、ガウス曲率、平均曲率（英語版）
- Theorema Egregium
- ガウス写像
- ガウス・ボンネの定理

といったものを高次元化した成果を述べる。

以下、本項では{\displaystyle ({\bar {M}},g)}をリーマン多様体とし、
{\displaystyle M\subset {\bar {M}}}
をその部分多様体とする。また特に断りがない限り、単に「多様体」、「写像」等といった場合はC∞級のものを考える。

## Mの接続とMの接続の関係性
{\displaystyle {\bar {\nabla }}}をgが定める{\displaystyle {\bar {M}}}上のレヴィ-チヴィタ接続とする。またリーマン計量gをMに制限することで、{\displaystyle (M,g)}がリーマン多様体になるので、gが定めるM上のレヴィ-チヴィタ接続{\displaystyle \nabla }を考える事ができる。
一方、Mは{\displaystyle {\bar {M}}}の部分多様体なので、{\displaystyle {\bar {M}}}のレヴィ-チヴィタ接続{\displaystyle {\bar {\nabla }}}のMへの制限{\displaystyle {\bar {\nabla }}^{M}}も考える事ができる。
実はこの２つは以下の関係を満たす：
定理 ― 
X、YをM上のベクトル場とするとき、Mの任意の点Pに対し、以下が成立する：
{\displaystyle \mathrm {Pr} _{P}({\bar {\nabla }}_{X}^{M}Y|_{P})=\nabla _{X}Y|_{P}}
ここで{\displaystyle \mathrm {Pr} _{P}}は、{\displaystyle T_{P}{\bar {M}}}の元の接ベクトル空間TPMへの射影
{\displaystyle \mathrm {Pr} _{P}~:~T_{P}{\bar {M}}\to T_{P}M}
である。

## 法接続
上では{\displaystyle {\bar {M}}}の接続のMの接ベクトルバンドルTMへの射影を考えたが、同様に{\displaystyle {\bar {M}}}の接続のMの法ベクトルバンドルへの射影を考える事ができる。
Mの点Pに対し、
{\displaystyle \mathrm {Pr} _{P}^{N}~:~T_{P}{\bar {M}}\to N_{P}M}
を{\displaystyle T_{P}{\bar {M}}}の元の法ベクトルバンドル{\displaystyle N_{P}M}への射影とする。
定義 ― 
XをM上のベクトル場、ηを法ベクトルバンドル{\displaystyle NM}の切断とするとき、以下のように定義される{\displaystyle NM}の接続をMの法接続（英: normal connectionn）、もしくはVan der Waerden Bortolotti接続という：
{\displaystyle \nabla _{X}^{\bot }\eta :=\mathrm {Pr} ^{N}{\bar {\nabla }}_{X}^{M}\eta }
さらにYをM上のベクトル場とするとき、
{\displaystyle R^{\bot }(X,Y)\eta :=\nabla _{X}^{\bot }\nabla _{Y}^{\bot }\eta -\nabla _{Y}^{\bot }\nabla _{X}^{\bot }\eta +\nabla _{[X,Y]}^{\bot }\eta }
をMの法曲率（英: normal curvature）という。
という。

## 第二基本形式とワインガルテン写像
上述したように、M上のレヴィ-チヴィタ接続{\displaystyle \nabla }は{\displaystyle {\bar {M}}}のレヴィ-チヴィタ接続{\displaystyle {\bar {\nabla }}^{M}}のTMへの射影であるので、両者の差 {\displaystyle {\bar {\nabla }}_{X}^{M}Y-\nabla _{X}Y}は{\displaystyle M\subset {\bar {M}}}の法ベクトルバンドル{\displaystyle NM}への{\displaystyle {\bar {\nabla }}_{X}^{M}Y}の射影となる。
Mの点Pに対し、
{\displaystyle \mathrm {Pr} _{P}~:~T_{P}{\bar {M}}\to T_{P}M}
{\displaystyle \mathrm {Pr} _{P}^{N}~:~T_{P}{\bar {M}}\to N_{P}M}
をそれぞれ{\displaystyle T_{P}{\bar {M}}}の元の接ベクトル空間TPMへの射影、{\displaystyle T_{P}{\bar {M}}}の元の法ベクトルバンドル{\displaystyle N_{P}M}への射影とする。
定義 (第二基本形式) ― 　
{\displaystyle \mathrm {I\!I} (X,Y):={\bar {\nabla }}_{X}^{M}Y-\Pr({\bar {\nabla }}_{X}^{M}Y)}
をMの{\displaystyle ({\bar {M}},g)}における第二基本形式（英: second fundamental form）、もしくは型テンソル（英: shape tensor）という。
また{\displaystyle \eta \in NP}に対し、
{\displaystyle \mathrm {I\!I} _{\eta }(X,Y):=g(\mathrm {I\!I} (X,Y),\eta )}
と定義し、これも第二基本形式という。
なお、「第二基本形式」という名称はガウスの曲面論から来ており、ガウスの曲面論ではリーマン計量{\displaystyle \mathrm {I} (X,Y):=g(X,Y)}の事を第一基本形式というのに対応した名称である。

{\displaystyle \Pr({\bar {\nabla }}_{X}^{M}Y)=\nabla _{X}Y}であったので、以下が成立する：
定理 ― 　
- ガウスの公式[7]（英: Gauss formula[8]）：{\displaystyle {\bar {\nabla }}_{X}^{M}Y=\nabla _{X}Y+\mathrm {I\!I} (X,Y)}

第二基本形式は以下を満たす：
定理 ― 　
- {\displaystyle \mathrm {I\!I} (X,Y)=\mathrm {I\!I} (Y,X)}
- {\displaystyle \mathrm {I\!I} (X,Y)}はX、Yに対して{\displaystyle C^{\infty }(M)}-線形。

また、{\displaystyle P(t)}をM上の曲線、{\displaystyle V_{P(t)}}を{\displaystyle P(t)}上のMに接するベクトル場とするとき、以下が成立する：
定理 ― 　
- 曲線に沿ったガウスの公式（英: Gauss formula along a curve）{\displaystyle {{\bar {\nabla }} \over dt}V_{P(t)}={\nabla  \over dt}V_{P(t)}+\mathrm {I\!I} \left({d \over dt}P(t),V_{P(t)}\right)}

上では{\displaystyle {\bar {M}}}の接続とMの接続の差を第二基本形式として定義したが、同様に{\displaystyle {\bar {M}}}の接続とMの法接続の差を考える事ができる。
定義 ― 
XをM上のベクトル場、ηを法ベクトルバンドル{\displaystyle NM}の切断とするとき、
{\displaystyle S_{\eta }(X):=\nabla _{X}^{\bot }\eta -{\bar {\nabla }}_{X}^{M}\eta =-\Pr {\bar {\nabla }}_{X}^{M}\eta }
を型写像（英: shape operator）もしくはワインガルテン写像（英: Weingarten map）という。
X、YをM上のベクトル場、ηを法ベクトルバンドル{\displaystyle NM}の切断とすると、Yとηは直交するので、
{\displaystyle 0=Xg(Y,\eta )=g({\bar {\nabla }}_{X}^{M}Y,\eta )+g(Y,{\bar {\nabla }}_{X}^{M}\eta )=g(\mathrm {I\!I} (X,Y),\eta )-g(Y,S_{\eta }(X))}
である。よって次が成立する：
定理 ― 　
ワインガルテンの公式（英: Weingarten Equation）{\displaystyle g(\mathrm {I\!I} (X,Y),\eta )=g(Y,S_{\eta }(X))}
よって特に{\displaystyle S_{\eta }(X)}はX、ηに関して{\displaystyle C^{\infty }(M)}-線形である。

## 曲率の関係式
前節と同様に記号を定義し、{\displaystyle \nabla }により定まるMの曲率を{\displaystyle R}、{\displaystyle {\bar {\nabla }}}により定まる{\displaystyle {\bar {M}}}の曲率を{\displaystyle {\bar {R}}}とする。
さらにX、Y、Z、WをM上のベクトル場とし、η、ζをMの法ベクトルバンドルの切断とする。このとき、次が成立する：
定理 ― 　
- ガウスの方程式[15]（英: Gauss equation[16]）{\displaystyle g(R(X,Y)Z,W)=g({\bar {R}}(X,Y)Z,W)+g(\mathrm {I} \!\mathrm {I} (X,Z),\mathrm {I} \!\mathrm {I} (Y,W))-g(\mathrm {I} \!\mathrm {I} (X,W),\mathrm {I} \!\mathrm {I} (Y,Z))}
- コダッチの方程式（英: Codazzi's equation[17]）{\displaystyle g({\bar {R}}(X,Y)Z,\eta )=({\bar {\nabla }}_{Y}I\!\!I)(X,Z,\eta )-({\bar {\nabla }}_{X}I\!\!I)(Y,Z,\eta )}
- リッチの方程式（英: Ricci equation[2]） {\displaystyle g(R^{\bot }(X,Y)\eta ,\zeta )=g({\bar {R}}(X,Y)\eta ,\zeta )-g([S_{\eta },S_{\zeta }]X,Y)}

ここで{\displaystyle {\bar {\nabla }}_{X}I\!\!I}は
{\displaystyle I\!\!I(X,Y,\eta ):=g(\mathrm {I\!I} (X,Y),\eta )}
を{\displaystyle T^{*}M\otimes T^{*}M\otimes N^{*}M}の切断とみたときの共変微分であり、
{\displaystyle [S_{\eta },S_{\zeta }]X:=S_{\eta }(S_{\zeta }(X))-S_{\zeta }(S_{\eta }(X))}
である。
ガウスの方程式はMの曲率が全空間{\displaystyle {\bar {M}}}の曲率と第二基本形式から決まる事を意味している。同様にリッチの方程式はMの法曲率がワインガルテン写像から決まる事を意味している。

またガウスの方程式からMの断面曲率
{\displaystyle \mathrm {Sec} _{P}(v,w):={g_{P}(R_{P}(v,w)w,v) \over g_{P}(v,v)g_{P}(w,w)-g_{P}(v,w)^{2}}}と{\displaystyle {\bar {M}}}の断面曲率{\displaystyle {\overline {\mathrm {Sec} }}_{P}(v,w)}に関して以下の系が従う：
系 ― 　TPMの正規直交している2本のベクトルv、wに関し、以下が成立する：
{\displaystyle \mathrm {Sec} _{P}(v,w)={\overline {\mathrm {Sec} }}_{P}(v,w)+g(\mathrm {I\!I} (v,v),\mathrm {I\!I} (w,w))-g(\mathrm {I\!I} (v,w),\mathrm {I\!I} (v,w))}

## 部分多様体の基本定理
詳細はを参照。

## 第三基本形式
これまで同様{\displaystyle {\bar {M}}}をリーマン多様体、{\displaystyle M\subset {\bar {M}}}をその部分多様体とし、PをMの点とし、X、YをTPMの元とし、ηを法ベクトル空間NPMの元とする。
定義 (第三基本形式) ― 
{\displaystyle \mathrm {I\!I\!I} (X,Y)=\sum _{i=1}^{m}g(\mathrm {I\!I} (X,e_{i}),\mathrm {I\!I} (Y,e_{i}))}
を第三基本形式という。
ここでmはMの次元であり、{\displaystyle e_{1},\ldots ,e_{m}}はTPMの正規直交基底である。
第三基本形式{\displaystyle \mathrm {I\!I\!I} (X,Y)}は二次形式
{\displaystyle \varphi _{X,Y}(Z,W)=g(\mathrm {I\!I} (X,Z),\mathrm {I\!I} (Y,W))}のトレースであるので、{\displaystyle \mathrm {I\!I\!I} (X,Y)}は基底の取り方に依存せずwell-definedである。
第三基本形式は以下のようにも表現可能である：
定理 ― 
{\displaystyle {\bar {M}}}の次元をnとし、{\displaystyle \eta _{1},\ldots ,\eta _{n-m}}をMの法ベクトル空間NPMの基底とするとき、第三基本形式は以下を満たす：
{\displaystyle \mathrm {I\!I\!I} (X,Y)}{\displaystyle =\sum _{j=1}^{n-m}g(S_{\eta _{j}}(X),S_{\eta _{j}}(Y))}
{\displaystyle {\bar {M}}}が定曲率空間の場合、第三基本形式は以下を満たす：
定理 ― 
{\displaystyle {\bar {M}}}が曲率cの定曲率空間であれば、以下が成立する：
{\displaystyle \mathrm {Ric} (X,Y)=(m-1)c+mg\left(\mathrm {I\!I} (X,Y),H\right)-\mathrm {I\!I\!I} (X,Y)}
ここで{\displaystyle \mathrm {Ric} (X,Y)}はMのリッチテンソルであり、HはMの平均曲率ベクトルである。
特にMの余次元が1であれば、前述したワインガルテン写像による第三基本形式の表記を適用することで、以下が成立する事がわかる：
定理 ― 
{\displaystyle {\bar {M}}}が曲率cの定曲率空間で、{\displaystyle M\subset {\bar {M}}}が余次元1であれば、以下が成立する。
{\displaystyle \mathrm {Ric} =(m-1)c+mHS_{\eta }-S_{\eta }{}^{2}}
ここで{\displaystyle \mathrm {Ric} }はリッチテンソル{\displaystyle \mathrm {Ric} (X,Y)}に対して{\displaystyle \mathrm {Ric} (X,Y)=g(\mathrm {Ric} (X),Y)}を満たす線形写像であり、ηはMの単位法ベクトルである。

## 主曲率、ガウス曲率、平均曲率
本節では、埋め込み{\displaystyle M\subset {\bar {M}}}が余次元1の場合、すなわち{\displaystyle \mathrm {dim} {\bar {M}}-\mathrm {dim} M=1}の場合、Mに対し主曲率、ガウス曲率、平均曲率という３つの曲率概念を定義する。
これらの概念を定義するためにまずその動機を述べる。今{\displaystyle M\subset {\bar {M}}}は余次元1なので、長さ1の法ベクトルηを（±1倍を除いて）一つだけ選ぶ事ができる。
点Pにおける接ベクトルvに関し、曲線{\displaystyle P_{v}(s)}をPを通りvに接する（弧長パラメータsでパラメトライズされた）Mの測地線とすると、
{\displaystyle P_{v}(s)}がMの測地線であった事から、{\displaystyle {\tfrac {\bar {\nabla }}{ds}}{\tfrac {d}{ds}}P_{v}(s)}は必ずMに直交するので、Mの余次元が1な事から、{\displaystyle {\tfrac {\bar {\nabla }}{ds}}{\tfrac {d}{ds}}P_{v}(s)}はηと平行になる。
よって{\displaystyle g({\tfrac {\bar {\nabla }}{ds}}{\tfrac {dP_{v}(t)}{ds}},\eta )}は測地線の曲率の大きさに符号をつけたものである。
主曲率とは（符号付きの）測地線の曲率の大きさ{\displaystyle g({\tfrac {\nabla }{ds}}{\tfrac {dP(t)}{ds}},\eta )}の極値になっている値の事である。
主曲率は具体的には下記のように求める事ができる。{\displaystyle {\tfrac {\nabla }{ds}}{\tfrac {d}{ds}}P_{v}(s)=0}なので、
曲線に沿ったガウスの公式と第二基本形式の定義より、
{\displaystyle g\left({\tfrac {\bar {\nabla }}{ds}}{\tfrac {d}{ds}}P_{v}(s),\eta \right)}{\displaystyle =g(\mathrm {I\!I} \left({\tfrac {dP(t)}{ds}},{\tfrac {dP_{v}(t)}{ds}}\right),\eta )}{\displaystyle =\mathrm {I\!I} _{\eta }\left({\tfrac {dP(t)}{ds}},{\tfrac {dP_{v}(t)}{ds}}\right)}
よって主曲率、すなわち{\displaystyle g({\tfrac {\nabla }{ds}}{\tfrac {dP(t)}{ds}},\eta )}の極値は二次形式{\displaystyle \mathrm {I\!I} _{\eta }}を回転行列により対角化した際の対角成分{\displaystyle \kappa _{1},\ldots ,\kappa _{n}}の事である。
ガウス曲率は主曲率{\displaystyle \kappa _{1},\ldots ,\kappa _{n}}の積、平均曲率は主曲率{\displaystyle \kappa _{1},\ldots ,\kappa _{n}}の平均値である。
厳密な定義は以下の通りである：
定義 (主曲率) ― {\displaystyle M\subset {\bar {M}}}が余次元1で{\displaystyle \eta \in N_{P}M}を点{\displaystyle P\in M}における（±1倍を除いて）唯一の長さ1の法ベクトルとし、対称二次形式
{\displaystyle \mathrm {I\!I} _{\eta }(X,Y)|_{P}=g(\mathrm {I\!I} (X,Y),\eta )|_{P}}
を回転行列で対角化した際の固有値を{\displaystyle \kappa _{1},\ldots ,\kappa _{m}}とし、{\displaystyle e_{1},\ldots ,e_{m}}を対応する長さ1の固有ベクトルとする。このとき、
各eiの事を点PにおけるMの主方向（英: principal direction）といい、{\displaystyle \kappa _{i}}を主方向eiに関する主曲率（英: principal curvature）という。
定義 (ガウス曲率、平均曲率) ― 
記号を上の定義と同様に取る。このとき、主曲率の第i基本対称式{\displaystyle \sigma _{i}(\kappa _{1},\ldots ,\kappa _{m})}を二項係数{\displaystyle \textstyle {\binom {n}{k}}}で割った
{\displaystyle H_{i}:={1 \over \textstyle {\binom {n}{k}}}\sigma _{i}(\kappa _{1},\ldots ,\kappa _{m})}
を点Pにおける第i平均曲率（英: i-th mean curvature）という。特に、
{\displaystyle K:=H_{m}=\mathrm {det} \mathrm {I\!I} _{\eta }=\kappa _{1}\cdots \kappa _{m}}
を点PにおけるMのガウス曲率（英: Gausian curvature）もしくはガウス・クロネッカー曲率（英: Gauss Kronecker curvature）といい、
{\displaystyle H:=H_{1}={1 \over n}\mathrm {tr} \mathrm {I\!I} _{\eta }={\kappa _{1}+\cdots +\kappa _{m} \over n}}
を点PにおけるMの平均曲率（英: mean curvature）という。
なお、ガウス曲率の事を全曲率（英: total curvature）という事もあるが、「全曲率」という言葉は測地線曲率の曲線全体に対する積分値を指す場合もあるので注意が必要である。
上記の定義についていくつか補足を述べる。第一に、単位法ベクトルηの向きを反転させると、主曲率の符号が反転してしまう。このためMや{\displaystyle {\bar {M}}}が向き付け可能なときは、TM×ηの向きが{\displaystyle {\bar {M}}}の向きと一致するという規約を授けてηの向きを固定する事が多い。
第二に、{\displaystyle \mathrm {I\!I} _{\eta }(X,Y)|_{P}}は対称二次形式であるので、次が成立する：
定理 ― 
（固有値{\displaystyle \kappa _{1},\ldots ,\kappa _{m}}が相異なれば）主方向{\displaystyle e_{1},\ldots ,e_{m}}は互いに直交する。
第三にワインガルテンの公式から
{\displaystyle g(S_{\eta }(X),Y)=g(\mathrm {I\!I} (X,Y),\eta )}
であるので、明らかに次が成立する：
定理 ― 
主曲率および主方向はそれぞれワインガルテン写像の固有値・固有ベクトルに一致する。
よって固有多項式の一般論から、特に次が成立する：
定理 ― 以下の3つの値は等しい：
- 第i平均曲率は{\displaystyle H_{i}}
- Sηの固有多項式

{\displaystyle \mathrm {det} (\lambda I-S_{\eta })=\sum _{i=0}^{m}(-1)^{m-i}\sigma _{i}(\kappa _{1},\ldots ,\kappa _{m})\lambda ^{m-i}}
のm-i次の項を{\displaystyle (-1)^{m-i}\textstyle {\binom {n}{k}}}で割った値
- {\displaystyle {(-1)^{m-i} \over \textstyle {\binom {n}{k}}}\mathrm {tr} (\wedge ^{i}S_{\eta })}

ここで{\displaystyle \wedge ^{i}S_{\eta }}は{\displaystyle S_{\eta }~:~T_{P}M\to T_{P}M}が{\displaystyle \wedge ^{i}T_{P}M}に誘導する写像を
{\displaystyle \wedge ^{i}S_{\eta }~:~\wedge ^{i}T_{P}M\to \wedge ^{i}T_{P}M}である。
第四に、平均曲率に関しては、{\displaystyle M\subset {\bar {M}}}が余次元1でなくとも、{\displaystyle \mathrm {I\!I} (X,Y)|_{P}}を法ベクトル空間{\displaystyle N_{P}M}に値を取る二次形式とみなしたときのトレース（の1/n）として定義できる：
定義 ― {\displaystyle {\bar {M}}}をリーマン多様体とし、{\displaystyle M\subset {\bar {M}}}を（余次元1とは限らない）部分リーマン多様体とし、PをMの点とする。このとき、　
{\displaystyle H_{P}:={1 \over n}\mathrm {tr} \mathrm {I\!I} |_{P}={1 \over n}\sum _{i}\mathrm {I\!I} |_{P}(e_{i},e_{i})\in N_{P}M}
をPにおけるMの平均曲率ベクトル（英: mean curvature vector）といい、HPにより定まる法ベクトルバンドルの切断Hを平均曲率ベクトル場（英: mean curvature vector field）という。ここで{\displaystyle e_{1},\ldots ,e_{m}}は{\displaystyle T_{P}M}の正規直交基底である。
平均曲率ベクトル場は極小曲面の特徴付けとして有用であり、閉多様体{\displaystyle M\subset {\bar {M}}}が極小曲面になる必要十分条件はM上の平均曲率ベクトル場が恒等的に0である事である事が知られている。

## ガウス写像
本節では、向き付可能なリーマン多様体Mをユークリッド空間に余次元1で埋め込んでいる場合、すなわち{\displaystyle M\subset \mathbb {R} ^{m+1}}、dimM=mの場合に対し、「ガウス写像」を定義する事で、ワインガルテン写像やガウス曲率に幾何学的な意味付けを与える。
これまで同様ηをMの単位法ベクトル場とすると、各点P∈Mに対し、ベクトルηPは長さ1のベクトルなので、ηPを原点中心の単位球Smの元とみなす事ができる。このようにみなす事で定義できる写像
{\displaystyle G~:~P\in M\mapsto \eta _{P}\in S^{m}}
をガウス写像（英: Gauss map、英: Gauss spherical mapping）という。
MのPにおける接ベクトル空間の元TPMを{\displaystyle M\subset \mathbb {R} ^{m}}のPにおける接平面と自然に同一視すると、任意のv∈TPMに対し、
{\displaystyle \langle \eta ,v\rangle =0}
である事から、{\displaystyle \mathbb {R} ^{m}}においてTPMはTG(P)Smと平行な超平面であるので、自然にTPMとTG(P)Smを同一視する。このとき次が成立する：
定理 ― 
{\displaystyle M\subset \mathbb {R} ^{m+1}}を向き付け可能かつ余次元1のリーマン多様体とし、GをMが定めるガウス写像とする。
このとき、ガウス写像が接ベクトル空間に誘導する写像
{\displaystyle G_{*}~:~T_{P}M\to T_{G(P)}S^{m}\approx T_{P}M}
は、
{\displaystyle G_{*}(v)=-S_{\eta }(v)}
を満たす。ここで{\displaystyle S_{\eta }(v)}はワインガルテン写像である。
さらにガウス写像はガウス曲率と以下の関係を満たす：
定理 (ガウス写像によるガウス曲率の意味付け) ― 
記号を上述の定理と同様に取る。
さらにM、Smの体積要素をそれぞれ{\displaystyle dV}、{\displaystyle dV'}とするとき、ガウス写像が誘導する写像
{\displaystyle G^{*}~:~\bigwedge ^{m}T_{G(P)}^{*}S^{m}\to \bigwedge ^{m}T_{P}^{*}M}
は、
{\displaystyle G^{*}(dV'_{G(P)})=K_{P}dV_{P}}
を満たす。ここでKPは点PにおけるMのガウス曲率である。

## Theorema Egregium
断面曲率と第二基本形式の関係と主曲率の定義から、特に以下の系が成立する：
系 (断面曲率と主曲率の関係) ― 　埋め込み{\displaystyle M\subset {\bar {M}}}が余次元1の埋め込みで、{\displaystyle e_{1},\ldots ,e_{m}}が点{\displaystyle P\in M}における主方向で{\displaystyle \kappa _{1},\ldots ,\kappa _{m}}を対応する主曲率とする。このときi≠jを満たす任意のi, j ∈{1,...,m}に対し、以下が成立する：
{\displaystyle \mathrm {Sec} (e_{i},e_{j})={\overline {\mathrm {Sec} }}(e_{i},e_{j})+\kappa _{i}\kappa _{j}}
ここで{\displaystyle \mathrm {Sec} _{P}(\cdot ,\cdot )}、{\displaystyle {\overline {\mathrm {Sec} }}_{P}(\cdot ,\cdot )}はそれぞれM、Mの断面曲率である。

よってとくに{\displaystyle {\bar {M}}}が曲率cの定曲率空間、すなわち{\displaystyle {\bar {M}}_{c}}上の任意の点Pにおける任意の方向の断面曲率がcである空間の場合には、
{\displaystyle \mathrm {Sec} (e_{i},e_{j})=c+\kappa _{i}\kappa _{j}}
が成立する。
実は上式の右辺はMに内在的な量である：
定理 (Theorema Egregiumの一般化) ― {\displaystyle {\bar {M}}_{c}}を曲率cの定曲率空間とし、{\displaystyle M\subset {\bar {M}}_{c}}をその余次元1の部分多様体とし、さらにPをMの点とする。さらに線形写像{\displaystyle \rho ~:~\wedge ^{2}TM_{P}\to \wedge ^{2}TM_{P}}を
{\displaystyle g(\rho (X\wedge Y),Z\wedge W)=g(R(X,Y)W,Z)}
により定義する。
このとき、ρの固有値の集合は
{\displaystyle \{\kappa _{i}\kappa _{j}+c\mid i,j\in 1,\ldots ,m,{\text{ s.t. }}i\neq j\}}
に一致する。ここでmはMの次元であり、{\displaystyle \kappa _{1},\ldots ,\kappa _{m}}は点Pにおける主曲率である。
また{\displaystyle \kappa _{1},\ldots ,\kappa _{m}}に対応する主方向を{\displaystyle e_{1},\ldots ,e_{m}}とすると、{\displaystyle \kappa _{i}\kappa _{j}+c}に対応する固有ベクトルは{\displaystyle e_{i}\wedge e_{j}}である。
{\displaystyle \mathrm {Sec} (e_{i},e_{j})=c+\kappa _{i}\kappa _{j}}であったので、上記の定理は、有名なTheorema Egregiumの一般化になっている：
定理 (Theorema Egregium) ― {\displaystyle \mathbb {R} ^{3}}の二次元部分多様体{\displaystyle M\subset \mathbb {R} ^{3}}に対し、点Pにおけるガウス曲率は点Pにおける断面曲率と一致する。
Theorema Egregiumの一般化から以下の系が従う：
系 (偶数次平均曲率の内在性、偶数次元のガウス曲率の内在性) ― 記号を前述の定理と同様に取るとき、{\displaystyle {\bar {M}}_{c}}におけるMの第r平均曲率はrが偶数ならMに内在的な量である。
よってとくに{\displaystyle {\bar {M}}_{c}}におけるMのガウス曲率KはMの次元mが偶数ならMに内在的な量である。
一方、奇数次元のガウス曲率はMに内在的な量ではない。実際ガウス曲率の定義{\displaystyle K=\mathrm {det} \mathrm {I\!I} _{\eta }=\kappa _{1}\cdots \kappa _{m}}はMの単位法線ηというMに外在的な量に依存しており、ηの向きを変えれば{\displaystyle \kappa _{1},\ldots ,\kappa _{m}}の符号は全て反転してしまい、次元mが奇数である事から{\displaystyle K=\kappa _{1}\cdots \kappa _{m}}の符号も反転してしまう。
しかし次元mが奇数の場合であっても、符号を除いてガウス曲率は内在的な量となる事を前述のTheorema Egregiumの一般化から示すことができる：
系 (符号を除いたガウス曲率の内在性) ― 記号を前述の定理と同様に取る。Mの次元mが奇数であっても、{\displaystyle {\bar {M}}_{c}}におけるMのガウス曲率Kは符号を除いて内在的な量である
以上の事から、mが偶数の場合には{\displaystyle {\bar {M}}_{c}}におけるMのガウス曲率をリーマン曲率で具体的に書きあらわす事ができる。次節では{\displaystyle {\bar {M}}_{c}}がユークリッド空間である場合に対し、この具体的な表記を求める。

## オイラー形式
前節では{\displaystyle M\subset {\bar {M}}_{c}}が偶数次元でしかも余次元が1のとき、ガウス曲率がMの内在的な量である事を示した。
本節の目的は{\displaystyle {\bar {M}}_{c}=\mathbb {R} ^{m+1}}の場合に、ガウス曲率をMに内在的な量で具体的に書きあらわす事にある。そのために導入するのがオイラー形式である。オイラー形式は偶数次元のリーマン多様体M上で曲率テンソルを用いて定義される。そしてMが余次元1で{\displaystyle \mathbb {R} ^{m+1}}に埋め込まれているときは、オイラー形式はガウス曲率の定数倍に一致する。
本節の内容は後でガウス・ボンネの定理を記述するときに重要となる。「オイラー形式」という名称も、ガウス・ボンネの定理からこの値がオイラー標数と関係づけられる事に由来する。

### パッフィアン
オイラー形式を定義するため、「パッフィアン」を定義する。これは後述するように行列式の平方根に相当する。
定理・定義 (パッフィアン) ― 
mを正の偶数とし、Vをm次元の向きづけられた実ベクトル空間とし、{\displaystyle e_{1},\ldots ,e_{m}}をVの正規直行基底でVの向きと同じ向きのものとし、歪対称二次形式
{\displaystyle \alpha =\sum _{i>j}a^{ij}e_{i}\wedge e_{j}}
に対し、
{\displaystyle \overbrace {\alpha \wedge \cdots \wedge \alpha } ^{m/2}={1 \over (m/2)!}\mathrm {Pf} (\alpha )e_{1}\wedge \cdots \wedge e_{m}}
となる実数{\displaystyle \mathrm {Pf} (\alpha )}が一意に存在する。
しかも{\displaystyle \mathrm {Pf} (\alpha )}はVと同じ向きの正規直交基底{\displaystyle e_{1},\ldots ,e_{m}}の取り方によらない。
{\displaystyle \mathrm {Pf} (\alpha )}をαのパッフィアン（英: Pfaffian）と呼ぶ。
上記の定理において、{\displaystyle \mathrm {Pf} (\alpha )}の存在一意性は{\displaystyle \bigwedge ^{n}V}が1次元ベクトル空間な事から明らかに従う。Vと同じ向きの正規直交基底の取り方によらないことも、{\displaystyle \mathrm {Pf} (\alpha )}の定義がαの成分表示によらず、しかも{\displaystyle e_{1}\wedge \cdots \wedge e_{m}}がそのような基底の取り方によらない事から明らかに従う。

歪対称行列{\displaystyle A=(a^{ij})_{ij}}に対し、紛れがなければ{\displaystyle \alpha =\sum _{i>j}a^{ij}e_{i}\wedge e_{j}}のパッフィアン{\displaystyle \mathrm {Pf} (\alpha )}の事を{\displaystyle \mathrm {Pf} (A)}とも表記する。
定義から明らかに次が成立する。
定理 ― 
任意の正則行列Bに対し、
{\displaystyle \mathrm {Pf} (B^{-1}AB)=\mathrm {det} (B)\mathrm {Pf} (A)}
が成立する。よって特に任意の直交行列Bに対し、
{\displaystyle \mathrm {Pf} (B^{-1}AB)={\begin{cases}\mathrm {Pf} (A)&{\text{if }}\mathrm {det} (B)=1\\-\mathrm {Pf} (A)&{\text{if }}\mathrm {det} (B)=-1\end{cases}}}
が成立する。
パッフィアンは具体的には以下のように書ける。
定理 (パッフィアンの具体的表記) ― m=2k次の歪対称行列{\displaystyle A=(a^{ij})_{ij}}に対し、以下が成立する：
{\displaystyle \mathrm {Pf} (A)={1 \over 2^{k}k!}\sum _{\sigma \in {\mathfrak {S}}_{m}}\mathrm {sgn} (\sigma )a^{\sigma (1)\sigma (2)}\cdots a^{\sigma (m-1)\sigma (m)}}.
ここで{\displaystyle {\mathfrak {S}}_{m}}は対称群であり、{\displaystyle \mathrm {sgn} (\sigma )}は置換σの符号である。
パッフィアンは行列式の平方根である：
定理 ― m=2k次の歪対称行列{\displaystyle A=(a^{ij})_{ij}}に対し、以下が成立する：
{\displaystyle \mathrm {Pf} (A)^{2}=\mathrm {det} (A)}.
なお本節で我々は偶数次の歪対称行列に対して行列式の平方根がパッフィアンと一致する事を見たが、奇数次の歪対称行列の場合は行列式は常に0になる事が知られている。よって奇数次の場合には「行列式の平方根」も0になる。

#### オイラー形式
次に我々はパッフィアンを使ってオイラー形式を定義する。
定義 (オイラー形式) ― 
m=2kを偶数とし、Mをm次元の向きづけられたリーマン多様体とし、{\displaystyle e_{1},\ldots ,e_{m}}を開集合{\displaystyle U\subset M}におけるTMの正規直交基底でMと同じ向きを持つものとし、{\displaystyle \Omega =(\Omega ^{i}{}_{j})_{ij}}を{\displaystyle e_{1},\ldots ,e_{m}}に関するMの曲率形式とする。このとき、
{\displaystyle \mathrm {eu} (\Omega )=\mathrm {Pf} \left({\Omega  \over 2\pi }\right)={1 \over (2\pi )^{k}}\mathrm {Pf} (\Omega )}
をオイラー形式（英: Euler form）もしくはガウス・ボンネ被積分関数（英: Gauss-Bonnet integrand）という。
上記の定義に関して３つ補足する。第一に、オイラー形式を定義する際、パッフィアンを{\displaystyle (2\pi )^{k}}で割るのは、このようにすると後述するガウス・ボンネの定理で不要な定数が消えて定理の記述が簡単になるからである。
第二に、「{\displaystyle \mathrm {Pf} (\Omega )}」という記号の意味についてである。「{\displaystyle \mathrm {Pf} (\Omega )}」はパッフィアンPf(A)の具体的表記において、行列AをΩに置き換え、さらに積をウェッジ積に置き換えることで定義される。すなわち、
{\displaystyle \mathrm {Pf} (\Omega )={1 \over 2^{k}k!}\sum _{\sigma \in {\mathfrak {S}}_{m}}\mathrm {sgn} (\sigma )\Omega ^{\sigma (1)}{}_{\sigma (2)}\wedge \cdots \wedge \Omega ^{\sigma (m-1)}{}_{\sigma (m)}}
なお、添字の上下がPf(A)の具体的表記とは異なっているが、正規直交基底を考えているのでこれは問題にならない。
第三に、Ωijは2-形式であるので、上述のウェッジ積はΩijの入れ替えに関して可換である。よって前節で通常の実数係数の行列に対して成立した定理の多くが{\displaystyle \mathrm {Pf} (\Omega )}に対しても成立する。
特に、{\displaystyle \mathrm {Pf} (\Omega )}は正規直交基底の向きを保つ取り方に対して不変であり、したがってオイラー形式はMと同じ向きの正規直交基底の取り方によらずwell-definedである。
したがって、オイラー形式はMの全域で定義可能である。

（正規直交とは限らない）基底{\displaystyle e_{1},\ldots ,e_{m}}とその双対基底を{\displaystyle e^{1},\ldots ,e^{m}}を使って曲率テンソルを
{\displaystyle R_{ijk\ell }=g(R(e_{i},e_{j})e_{\ell },e_{k})}
と成分表示すると、オイラー形式を下記のように成分表示できる：
定理 (オイラー形式の成分表示) ― （正規直交とは限らない）基底{\displaystyle e_{1},\ldots ,e_{m}}に対し、以下が成立する
{\displaystyle \mathrm {eu} (\Omega )={1 \over (8\pi )^{k}k!}R_{i_{1}i_{2}j_{2}j_{1}}\cdot \cdots \cdot R_{i_{m-1}i_{m}j_{m}j_{m-1}}g(e^{i_{1}}\wedge \cdots \wedge e^{i_{k}},e^{j_{1}}\wedge \cdots \wedge e^{j_{k}})dV}
ここでdVはMの体積要素であり、上式はアインシュタインの縮約記法を用いている。
なお、上式は{\displaystyle i_{1},\ldots ,i_{k}}および{\displaystyle j_{1},\ldots ,j_{k}}が{\displaystyle 1,\ldots ,k}の置換になっている項以外は0になる。

#### オイラー形式とガウス曲率の関係
本節では、偶数次元リーマン多様体Mが余次元1でユークリッド空間に埋め込まれているときは、ガウス曲率とオイラー形式は定数倍を除いて一致する事を見る：
定理 (ガウス曲率のオイラー形式による表記) ― mを偶数とし、{\displaystyle M\subset \mathbb {R} ^{m+1}}をm次元リーマン多様体Mの余次元1の埋め込みとする。このとき以下が成立する：
{\displaystyle \mathrm {eu} (\Omega )=(2k-1)!!KdV}
ここで{\displaystyle \mathrm {eu} (\Omega )}はMのオイラー形式であり、KはMのガウス曲率であり、{\displaystyle (2k-1)!!}は二重階乗{\displaystyle (2k-1)!!=1\cdot 3\cdot \cdots \cdot (2k-1)}であり、
dVはMの体積要素である。
なお、なぜパッフィアンという「行列式の平方根」がここで登場するか、という問いに対する答えるには、チャーン・ヴェイユ理論を必要とするため、本項では触れない。

## ガウス・ボンネの定理
本節ではガウス・ボンネの定理を紹介する。この定理は、偶数次元のリーマン多様体において、オイラー標数をオイラー形式の全空間における積分で記述できるという趣旨の定理である。
元々はMが2次元の場合に対して示されたものであり、一般の偶数次元に対する定理は区別のためチャーン・ガウス・ボンネの定理とも呼ばれる。
定理 (ガウス・ボンネの定理) ― 
Mを偶数次元の向き付け可能かつ縁無しのコンパクトなリーマン多様体とする。このとき、
{\displaystyle \int _{M}\mathrm {eu} (\Omega )=\chi (M)}
が成立する。ここで{\displaystyle \mathrm {eu} (\Omega )}はMのオイラー形式であり、{\displaystyle \chi (M)}はMのオイラー標数である。

### 証明のアイデア
{\displaystyle M\subset \mathbb {R} ^{m+1}}を余次元1で向き付け可能なリーマン多様体とする。すでに述べたように、M、Smの体積要素をそれぞれ{\displaystyle dV}、{\displaystyle dV'}とすると、両者の間には
{\displaystyle G^{*}(dV')=KdV}
という関係がある。ここでKはMのガウス曲率である。
Mがコンパクトで縁がなければ、ド・ラームコホモロジーの一般論から、ガウス写像{\displaystyle G~:~M\to S^{m}}の写像度{\displaystyle \mathrm {deg} (G)}は
{\displaystyle \mathrm {deg} (G)={\int _{M}G^{*}(dV') \over \int _{S^{m}}dV'}={\int _{M}KdV \over \mathrm {Vol} (S^{m})}}
に等しい。ここで{\displaystyle \mathrm {Vol} (S^{m})}は球面Smのm次元体積である。
この事実を利用すると、偶数次元のMに対し以下の定理が結論付けられる：
定理 ― {\displaystyle M\subset \mathbb {R} ^{m+1}}を{\displaystyle \mathbb {R} ^{m+1}}のコンパクトで縁がない向き付け可能なC∞級m次元部分リーマン多様体とする。このとき、mが偶数であれば、
{\displaystyle {1 \over \mathrm {Vol} (S^{m})}\int _{M}KdV=\mathrm {deg} (G)={\chi (M) \over 2}}
が成立する。ここでKはガウス曲率であり、{\displaystyle \mathrm {deg} (G)}はガウス写像{\displaystyle G~:~M\to S^{m}}の写像度であり、{\displaystyle \mathrm {Vol} (S^{m})}は単位球面Smのm次元体積であり、{\displaystyle \chi (M)}はMのオイラー標数である。
上記の定理にガウス曲率がオイラー形式で表記できたという事実を適用する事で、ホップは以下を示した：
定理 ({\displaystyle \mathbb {R} ^{m+1}}内かつ余次元1の場合のガウス・ボンネの定理) ― 
記号を上述の定理と同様に取る。このとき、
{\displaystyle \int _{M}\mathrm {eu} (\Omega )=\chi (M)}
が成立する。ここで{\displaystyle \mathrm {eu} (\Omega )}はMのオイラー形式である。
ここで我々はm=2kとすると、
{\displaystyle \mathrm {Vol} (S^{m})={\frac {2(2\pi )^{k}}{1\cdot 3\cdot \cdots \cdot (2k-1)}}}
である事を用いた（超球の体積の項目も参照）。
上記の定理は「Mが{\displaystyle \mathbb {R} ^{m+1}}に余次元1で埋め込まれている」という強い条件の元でのみ成立しているので、ガウス・ボンネの定理を示すにはこの条件を無くす必要がある。そのために使うのが下記の定理である：
定理 (ナッシュの埋め込み定理) ― 
Mをコンパクトなm次元リーマン多様体とする。このとき、あるn≧mとあるC∞級の埋め込み
{\displaystyle \phi ~:~M\hookrightarrow \mathbb {R} ^{n}}
が存在し、M上のリーマン計量gは{\displaystyle \mathbb {R} ^{n}}の引き戻しと一致する
よってMが{\displaystyle \mathbb {R} ^{n}}の部分多様体だと仮定しても一般性を失わない。しかしMは{\displaystyle \mathbb {R} ^{n}}において余次元1とは限らないので、このままでは前述のホップによる定理を適用できない。
そこでMの{\displaystyle \mathbb {R} ^{n}}をεだけ「太らせたもの」（すなわち管状近傍）をNとすると、εが小さければNはM×Dn-mと位相同型である。ここでmはMの次元である。よって
{\displaystyle \chi (\partial N)=\chi (M\times S^{n-m-1})=\chi (M)\chi (S^{n-m-1})=2\chi (M)}
が成立する。
{\displaystyle \chi (\partial N)}は{\displaystyle \mathbb {R} ^{n}}で余次元1なので、前述のホップによる結果を適用でき、
{\displaystyle \int _{\partial N}\mathrm {eu} (\Omega ^{\partial N})=\chi (\partial N)=2\chi (M)}
が言える。ここで{\displaystyle \Omega ^{\partial N}}は∂Nの曲率形式である。

ヘルマン・ワイルは管状近傍の体積を具体的に（非常に複雑な計算で）求める事で、{\displaystyle \int _{\partial N}\mathrm {eu} (\Omega ^{\partial N})}がε→0のとき{\displaystyle \int _{M}\mathrm {eu} (\Omega )}の2倍に収束する事を示した。以上の議論からガウス・ボンネの定理が証明された。

### 擬リーマン多様体の場合
本稿ではリーマン多様体に対するガウス・ボンネの定理を記述したが、擬リーマン多様体でも同様の定理が成立する：
定理 (擬リーマン多様体のガウス・ボンネの定理) ― 
Mを偶数次元の向き付け可能かつ縁無しのコンパクトな符号数{\displaystyle (p,m-p)}の擬リーマン多様体とする。このとき、pが奇数であればχ(M)=0である。{\displaystyle \chi (M)}はMのオイラー標数である。
一方pが偶数であれば、
{\displaystyle (-1)^{p/2}\int _{M}\mathrm {eu} (\Omega )=\chi (M)}
が成立する。ここで{\displaystyle \mathrm {eu} (\Omega )}はMのオイラー形式である。